# Indohya besucheti
Indohya besucheti är en spindeldjursart som beskrevs av Beier 1974. Indohya besucheti ingår i släktet Indohya och familjen Hyidae. Inga underarter finns listade i Catalogue of Life.